# Euphorbia hexadenia
Euphorbia hexadenia är en törelväxtart som beskrevs av Denis. Euphorbia hexadenia ingår i släktet törlar, och familjen törelväxter. IUCN kategoriserar arten globalt som otillräckligt studerad.
Artens utbredningsområde är Madagaskar. Inga underarter finns listade i Catalogue of Life.